# الموطن الاسفل (الملاجم)

تعديل مصدري - تعديل

الموطن الاسفل هي إحدى قرى عزلة عفار آل مفتاح بمديرية الملاجم التابعة لمحافظة البيضاء، بلغ تعداد سكانها 181 نسمة حسب تعداد اليمن لعام 2004.